# Cleistanthus podocarpus
Cleistanthus podocarpus är en emblikaväxtart som beskrevs av Joseph Dalton Hooker. Cleistanthus podocarpus ingår i släktet Cleistanthus och familjen emblikaväxter. Inga underarter finns listade i Catalogue of Life.